# 藏豆属
藏豆属（学名：Stracheya）是蝶形花科下的一个属，为簇生、矮小灌木植物。该属仅有藏豆（Stracheya tibetica）一种，分布于中国西藏。
也將此類歸類於岩黃蓍屬。